# Crocidura latona
Crocidura latona är en däggdjursart som beskrevs av Hollister 1916. Crocidura latona ingår i släktet Crocidura och familjen näbbmöss. IUCN kategoriserar arten globalt som livskraftig. Inga underarter finns listade i Catalogue of Life.
Denna näbbmus förekommer i nordöstra Kongo-Kinshasa vid Kongofloden. Den lever i ett slättland som ligger cirka 500 meter över havet. Crocidura latona vistas i olika slags skogar. Den hittades även på öar i floden som tidvis översvämmas.
Den genomsnittliga kroppslängden (huvud och bål) är enligt en studie 65 mm och enligt en annan studie 76 mm. Vid upptäckten (holotyp) registrerades en 59 mm lång svans, 14 mm långa bakfötter, 9 mm långa öron och en vikt av 6,6 g. Ovansidan är täckt av mörkbrun päls med röd skugga på bålens sidor och undersidans päls är lite ljusare. Svansen har en svartbrun ovansida och en något ljusare undersida. Jämförd med Crocidura ludia har arten mer hår på svansen.
Födan utgörs av olika ryggradslösa djur som kan vara upp till 30 mm långa. Däremot är de flesta byten bara upp till 10 mm långa.